# Владивостокская пехотная школа

Почётное революционное Красное Знамя ВПШ

## История

### 24-е пехотные Владивостокские командные курсы им. III Коминтерна
Приказом РВСР от 4 марта 1923 г. № 465 24-я пехотная Омская школа комсостава передислоцирована во Владивосток и преобразована в 24-е пехотные Владивостокские командные курсы.

24 пехотную Омскую школу командного состава (пр. РВСР — 20 г. № 2900 и РВСР 21 г. № 667/124 и 1226),

18 марта 1926 года.(День Парижской коммуны) Плац ВПШ у здания бывшего Сибирского флотского экипажа, в котором размещается школа. Курсанты выполняют на показ комплекс вольных гимнастических упражнений.

— реорганизовать в командные курсы и содержать по штату № пехотных курсов, объявленному в приказе РВСР — 22 г. № 2596, с переводом 24 Омской школы командного состава на постоянное расквартирование в г. Владивосток и с присвоением ей наименования «24 пехотные Владивостокские командные курсы».
 Означенную реорганизацию школ в командные курсы закончить к 1-му августа 1923 года.
Позже 24-е пехотные Владивостокские командные курсы им. III Коминтерна переименованы в 24 пехотную Владивостокскую имени III Коминтерна школу командного состава.

### Владивостокская пехотная школа им.Коминтерна

Командный и преподавательский состав ВПШ, апрель 1925 года.2-й ряд слева четвёртый — начальник школы Пашковский, Константин Казимирович, справа от него — зам. нач. школы по строевой части Глухов, Михаил Иванович

В 1924 году 24-ю пехотную Владивостокскую имени III Коминтерна школу командного состава переименовали в Владивостокскую пехотную школу им. Коминтерна
Срок обучения курсантов составлял 3—4 года.

При Омских пехотных командных курсах уже 15 января 1920 г. было создано, а 5 февраля того же года ещё более расширено — корейское отделение.

Во Владивостокской школе продолжил работу уже военный факультет, готовящий военных разведчиков, с секретным отделением для иностранных курсантов — корейцев, китайцев, японцев.
Помимо военных наук, в программу включалось изучение и общеобразовательных предметов, с тем, чтобы не превращать командиров в узких специалистов военного дела. Командный состав и преподаватели школы прилагали много усилий для подготовки квалифицированного комсостава.
В 1924 году Владивостокская пехотная школа выпустила для войск Сибири и Дальнего Востока 139 молодых командиров. Вскоре были созданы курсы по подготовке к поступлению в военно-учебное заведение, на которых работал командно-преподавательский состав школы. Для набора абитуриентов по отдаленным населенным пунктам отправлялись вербовочные группы, в результате чего количество желающих поступить в учебное заведение увеличилось, что давало возможность для подбора лучшего состава учащихся.

Командный и преподавательский состав ВПШ после отработки учебного задания на карте, весна 1927 года.

На общем развитии военно-образовательной системы негативно сказался принудительный принцип, который практиковался при комплектовании школы учащимися. Это привело к тому, что лишь треть абитуриентов поступала добровольно, остальные, по сути дела, были мобилизованы. Это было особенно неприемлемо в условиях, когда массовая демобилизация армии вызвала соответствующий настрой и среди курсантов, который усугублялся тяжелым положением их семей и невниманием к этому местных властей. Желающих уволиться принуждали оставаться, а некоторых доводили до судебной скамьи. Параллельно велась чистка «классово чуждых элементов».
Владивостокская пехотная школа в 1926 году выпустила 121 человека, в 1927 году — 88, в 1928 году — 72.

### Владивостокская пехотная школа им. Калинина

Конец лета 1927 года. Командование и военно-политический состав ВПШ. 2 ряд (сидят) слева шестой, (с двумя орденами БКЗ) начальник школы — Филатов, Пётр Михайлович

В августе 1923 года школу посетил Михаил Иванович Калинин.

М. И. Калинин был зачислен почётным курсантом школы, а школа позже получила наименование Владивостокская пехотная школа им. Калинина
Из стен Владивостокской пехотной школы вышли тысячи молодых командиров, немало выдающихся военных деятелей, герои Советского Союза. К примеру, генерал Иван Федюнинский в годы войны командовал войсками на Западном, Ленинградском, Волховском, Брянском и 2-м Белорусском фронтах, в его подчинении находились легендарные Михаил Егоров и Мелитон Кантария, водрузившие знамя над Рейхстагом.
Курсанты активно участвовали в жизни города: внесли свой вклад в борьбу с безграмотностью, помогли открыть первую радиостанцию в Приморье в 1926 году.
На основании приказа РВС № 0139-1933 г. ВПШ им. Калинина передислоцирована в г. Омск и влилась в Омскую пехотную школу.

### Годовой праздник
22 марта — день сформирования.

## Начальники школы
- 08.1923 — 01.1924 г.г. — Вр.ид Морозов, Степан Ильич
- 30.09.1924 — 01.02.1927 г.г. — Пашковский, Константин Казимирович[8][нет в источнике]
- 15.02.1927 — 28.02.1934 г.г. — Филатов, Пётр Михайлович

## Заместители начальника, преподаватели, командиры подразделений
- Вольхин, Александр Алексеевич, командовал взводом, с сентября 1924 г. по март 1925 г.,[9]
- Грибов, Иван Владимирович, преподаватель тактики — с мая 1931 г.,[10]

## Герои — выпускники школы

### Герои Советского Союза
1. Федюнинский, Иван Иванович, выпускник 1924 года
2. Левин, Григорий Михайлович, выпускник 1926 года
3. Борисенко, Григорий Яковлевич, выпускник 1927 года
4. Плешков, Пётр Антонович, выпускник 1927 года
5. Зинченко, Фёдор Матвеевич, выпускник 1930 года
6. Буштрук, Даниил Иванович, выпускник 1933 года
7. Лащенко, Пётр Николаевич, выпускник 1933 года

## Почётное революционное Красное Знамя

Почётное революционное Красное Знамя ВПШ

Владивостокской пехотной школе было вручено Почётное революционное Красное Знамя с вручением особой грамоты. — Это была правительственная награда для вручения частям, особо отличившимся в боях с врагами социалистического Отечества или показавшим высокие успехи в боевой и политической подготовке в мирное время.
С 1933 по 1999 год Почётное революционное Красное Знамя Владивостокской пехотной школы хранилось в музее Омского высшего общевойскового командного дважды Краснознаменного училища имени М. В. Фрунзе.
С 1999 года по настоящее время Почётное революционное Красное Знамя Владивостокской пехотной школы хранится в музее Омского кадетского корпуса.

## Адрес
Первоначальное расположение школы: в зиму 1922—23 гг., когда во Владивостоке только начинала действовать советская власть, доставшийся в наследство от прежнего режима военно-морской госпиталь нечем было отапливать, и его закрыли. Весной 1923 года в комплексе зданий госпиталя разместилась пехотная школа, где и просуществовала до 1926 года. (Источник: телефонные справочники с адресами Владивостока 1920-х годов).
Ранее здание пехотной школы находилось в центре своеобразного военного городка на северном склоне сопки Орлиное гнездо.
Современный адрес дома, где располагалась школа: Владивосток, Партизанский проспект, дом 37.

## Мемориальная доска
22 июня 2010 года прошла торжественная церемония открытия мемориальной доски выпускникам пехотной школы — участникам Великой Отечественной войны и Героям Советского Союза. Памятный знак с именами Героев Советского Союза Григория Борисенко, Даниила Буштрука, Федора Зинченко, Петра Лащенко, Григория Левина, Петра Плешкова и Ивана Федюнинского был установлен на фасаде отремонтированного здания, где ранее располагалось специализированное учебное заведение.
Поводом для установки мемориальной доски стало обращение Совета ветеранов Владивостока в приёмную партии «Единая Россия». Члены партии, депутаты местного и регионального уровня совместно с администрацией Владивостока поддержали инициативу.